# Новоіванівка (Подільський район)
Новоіва́нівка (колишня Олексіївка) — село Ананьївської міської громади Подільського району Одеської області, Україна. Населення становить 107 осіб.

## Історія
7 (20) листопада 1917 року, відповідно до Третього Універсалу Української Центральної Ради, увійшло до складу Української Народної Республіки.
12 червня 2020 року, відповідно до Розпорядження Кабінету Міністрів України від № 724-р «Про визначення адміністративних центрів та затвердження територій територіальних громад Одеської області», увійшло до складу Ананьївської міської територіальної громади.
19 липня 2020 року, в результаті адміністративно-територіальної реформи і ліквідації Ананьївського району, село увійшло до складу новоутвореного Подільського району.

## Населення
Згідно з переписом 1989 року населення села становило 134 особи, з яких 61 чоловік та 73 жінки.
За переписом населення 2001 року в селі мешкало 107 осіб.

### Мова
Розподіл населення за рідною мовою за даними перепису 2001 року:
| Мова       | Відсоток |
| ---------- | -------- |
| українська | 85,98 %  |
| румунська  | 14,02 %  |